# Al-Mubashshir ibn Fatik
Abu al-Wafa' al-Mubashshir ibn Fatik (ابو الوفاء المبشّر بن فاتك; romaniz.: Al-Mubaššir ibn Fatik) (Damasco, c. 1019 – Cairo, c. 1097) foi um filósofo e sábio árabe que contribuiu com os estudos pioneiros sobre matemática, lógica e medicina no mundo árabe. Ele nasceu em Damasco, mas viveu a maior parte de sua vida no Egito durante o Califado Fatímida no século XI. Fatik escreveu uma crônica histórica do reinado de al-Mustansir Billah, mas sua obra mais conhecida é Kitāb mukhtār al-ḥikam wa-maḥāsin al-kalim (مختار الحكم ومحاسن الكلم, transl: Livro de máximas e aforismos selecionados). É também seu único livro cujos registros ainda existem, e se trata de uma coleção de aforismos atribuídos aos antigos sábios, principalmente aos filósofos gregos, traduzidos para o árabe. De acordo com Fatik, o livro foi escrito entre os anos 1048–1049.

## Biografia

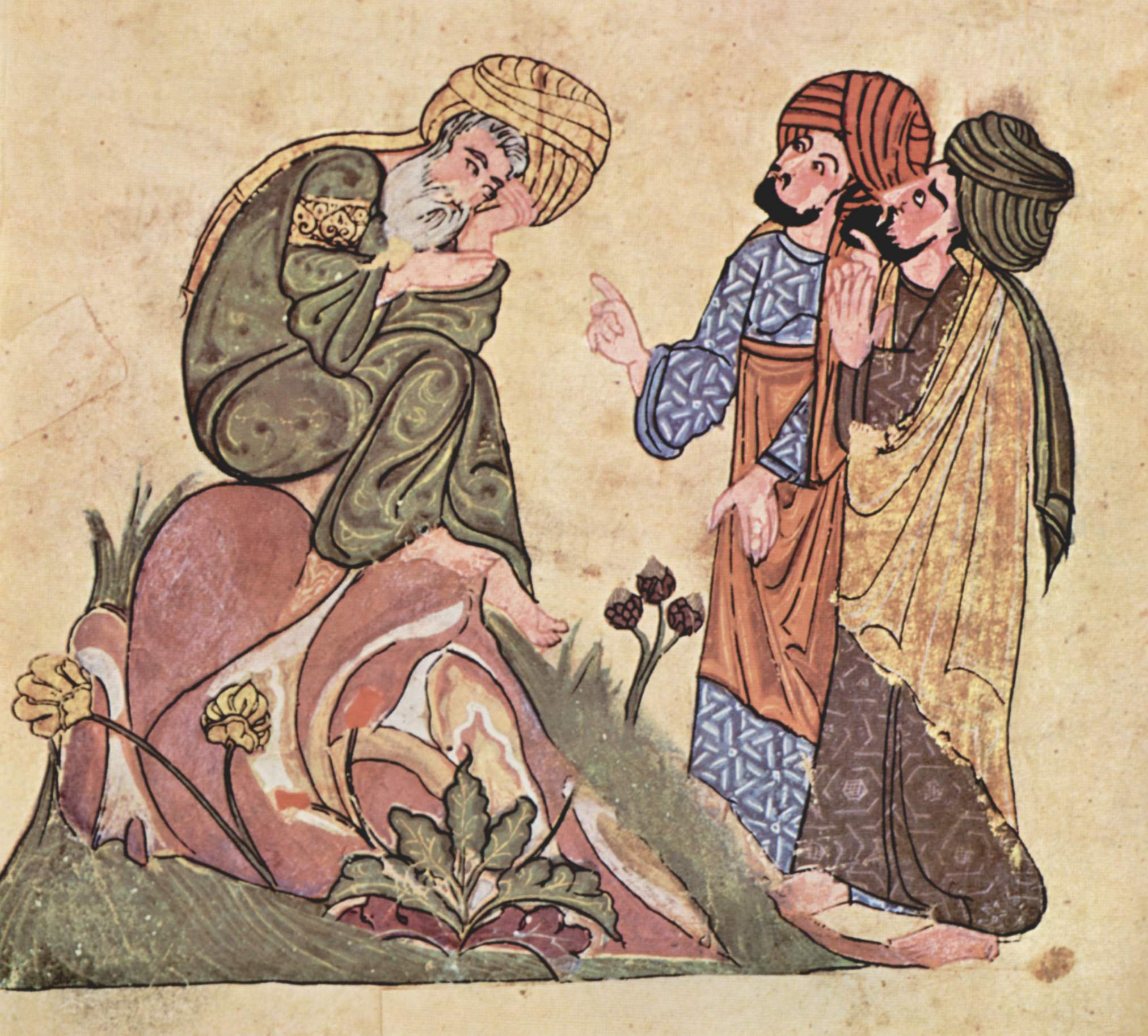
Sócrates e dois discípulos, figura extraída por Al-Mubaššir ibn Fatik de uma iluminura em manuscrito de Mukhtar al-ḥikam

Em sua maioria, os detalhes biográficos sobre Fatik são provenientes, do livro Uyūn ul-Anbāʾ fī Ṭabaqāt ul-Aṭibbā ( عيون الأنباء في طبقات الأطباء, transl: A história dos médicos), escrito pelo médico árabe Ibn Abi Usaibia. De acordo com Usaibia, Ibn Fatik nasceu em família nobre e ocupou a posição de emir na corte dos Fatímidas durante reinado de al-Mustansir Billah. Fatik foi também um bibliófilo, de forma que adquiriu um grande acervo de livros e conviveu com outros estudiosos. Ele se formou em matemática e astronomia sob tutoria do filósofo, matemático e astrônomo Ibn al-Haytham (965-1040), e há registros de que conheceu Ibn al-Amidi e o médico, astrólogo e astrônomo Ali ibn Ridwan (988–1061). Quando Fatik morreu, muitos chefes de Estado compareceram ao seu funeral. De acordo com esta biografia, a relação de Fatik com sua esposa foi marcada pelo descontentamento desta com a pouca atenção que recebia de Fatik, dedicado mais aos estudos, e se diz que ela jogou a maior parte de seus livros numa fonte de água, destruindo-os.

## Obra
Kitāb mukhtār al-ḥikam wa-maḥāsin al-kalim ( مختار الحكم ومحاسن الكلم), transl: Livro de máximas e aforismos selecionados), é a única obra de Fatik com registros ainda preservados. Considerada sua principal obra, trata-se de uma coletânea de biografias de vinte e um sábios, principalmente gregos (por exemplo Seth (Zedequias), Hermes, Homero, Sólon, Pitágoras, Hipócrates, Diógenes, Platão, Aristóteles, Cláudio Galeno, Alexandre, o Grande), e que acompanha também máximas e aforismos atribuídos a cada um destes. A maioria das atribuições são de difícil comprovação histórica.

## Influência
O al-Mukhtar foi uma grande obra nos séculos que se seguiram a sua publicação, popularizando-se primeiro no mundo árabe-muçulmano, onde forneceu bases para estudiosos posteriores, a exemplo de Axarastani em sua obra Kitab al-wa-l-Milal Nihal, e de Shams al-Din al-Shahrazuri na obra Nuzhat al-Arwah.

## Traduções da obras
Espanhol
- Los Bocados de Oro; traduzido durante o reinado de Alfonso X de Castela (1252–1284), foi a primeira tradução para um idioma da Europa Ocidental.[1][nota 2].

Latim
- Liber Philosophorum Moralium Antiquorum; tradução pelo italiano João de Procida (m. 1298), médico e amigo do imperador Frederico II do Sacro Império Romano-Germânico. Várias traduções antigas em latim apareceram como florilégios integrados a outras obras.[2]

Francês
- Les Dits Moraulx des Philosophes; traduzido pelo camareiro do rei Carlos VI de França. Trata-se de e versão em francês médio com base na tradução latina feita por João de Procida. Dos cinquenta manuscritos existentes, o mais antigo é datado a cerca de 1402. As primeiras edições impressas foram publicas em Bruges por Colard Mansion (c. 1447), depois em Paris por Antoine Vérard (1486), por Jean Trepperel (1502), por Galliot du Pré (1531), entre outras versões. Até 1533, existiam cerca de nove edições traduzidas ao francês.[3]

Ocitano
- Los Dichs dels Philosophes; com base na tradução francesa de Tignonville.[4]

Inglês
- The Dicts or Sayings of the Philosophers (1450); tradução em inglês médio por Stephen Scrope, que a dedicou ao seu padrasto, o cavaleiro inglês John Fastolf.[5][6]
- The Dictes or Sayengis of the Philosophhres (1473), de Anthony Woodville. [nota 3]